# 가든스 바이 더 베이

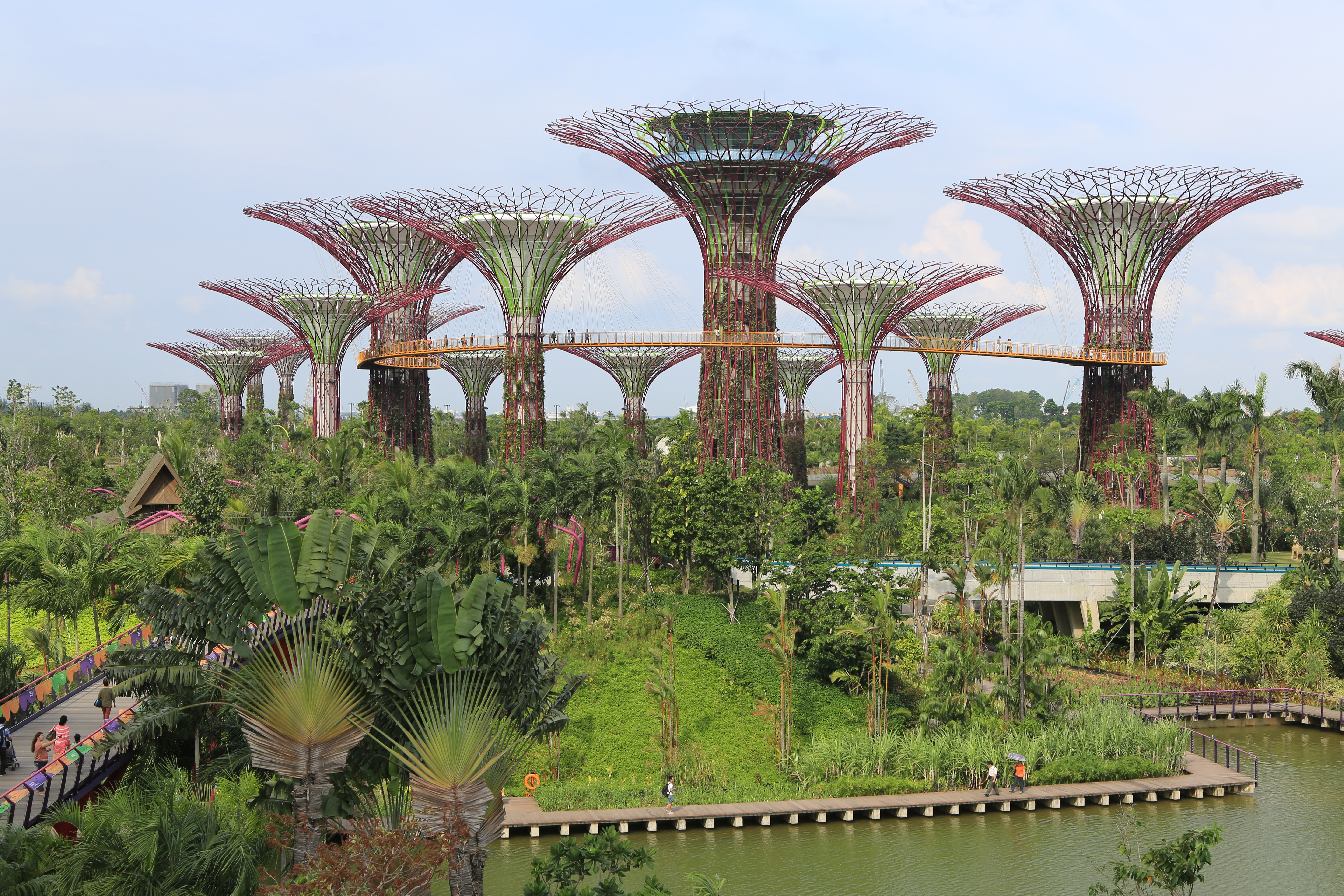
가든스 바이 더 베이

가든스 바이 더 베이(영어: Gardens by the Bay, 중국어 간체자: 滨海湾花园, 병음: bīnhǎi wān huāyuán)는 싱가포르 마리아나베이에 위치한 공원이다.밤엔 공연을 한다.

## 베이 사우스 가든
베이 사우스 가든은 2012년 6월 29일 개장되었다.

## 대중매체에서 공원
- 2015년 공개된 영화 《히트맨: 에이전트 47》의 촬영지로 사용되었다.

## 같이 보기
- 수정궁